# Medicinski aspekti smrti
Medicinski aspekti smrti kao konačni završetak života imaju nekoliko pojavnih oblika koji su tačno od medicinske nauke definisani i nalažu određene radnje od strane lekara. Umiranje bolesnika i smrt je sastavni neraskidivi deo lekarskog lečenja. Uprkos brojnim pokušajima da se ustanovi sveobuhvatna i precizna definicija smrti, zbog kompleksnosti vitalnih funkcija organizma, ovo se čini ne u potpunosti izvodljivim. U prošlosti je apsolutni znak smrti bio prestanak rada srca, mada se razvitkom tehnika oživljavanja ovo pokazalo neadekvatnim. S druge strane, prestanak moždane aktivnosti vegetativnih centara organizama se čini izvesnim pokazateljem invijabilnosti daljih životnih procesa, međutim, upotreba aparata za održavanje u životu koji omogućavaju disanje i rad srca, kao i ishrana intravenoznim putem može da produži život organizma u vegetativnom stanju.
U nekim zemljama klinička praksa obavezuje medicinske radnike da pokušaju oživljavanje i u odsustvu svih vitalnih funkcija, izuzev u slučajevima kada je već prisutna mrtvačka ukočenost, mrtvačke pege, raspadanje, masivna kritična šteta integumentarnog sistema, parcijalna ili potpuna dekapitacija, teške povrede produžene moždine i/ili maligna oboljenja (metastaze). Međutim, ukoliko je mozak bio lišen kiseonika dovoljno dugo, smrt nervnih centara u kori velikog mozga koja nastupa čini dalje pokušaje izlišnim.

## Opšta razmatranja
Kako se kroz istoriju odgovori na pitanje šta je to smrt nisu mogli izvesti na deduktivan način ni iz jednog religijskog načela, s vremenom su prihvaćeni znatno jasniji medicinski aspekti smrti.
Prema Medicinskoj enciklopediji — smrt je stanje organizma koje nastaje nakon prestanka životnih funkcija, prvenstveno funkcija centralnog nervnog sistema te kardiovaskularnog i respiratornog sistema. Međutim, bez obzira što je dijagnoza totalne biološke smrti morfološki i funkcionalno najčešće jasna, u kliničkoj je smrti (engl. near-death experience ili skraćeno NDE) moguće ostvariti reverzibilnost. To znači da u čovekovom organizmu, u tkivu i organima još postoje određene životne rezerve, pa je moguća njegova revitalizacija i ponovno produženje života. Zato je teško povući oštru granicu između dve komplementarne faze koje se međusobno isključuju: života i smrti.

## Oblici medicinske smrti

### Somatska smrt
Somatska ili telesna smrt predstalja ireverzibilni (nepovratni) prestanak rada i funkcionisanja vitalnih sistema i organa ljudskog organizma u koje spadaju:
- centralni nervni sistem,
- respiratorni sistem i
- kardiovaskularni sistem.

Njihov prestanak rada kod određene osobe (utvrđivanjem znakova smrti) označava da je osoba mrtva u medicinskom, ali i pravnom smislu, i može da se sahrani.

### Ćelijska smrt
Nastanak i konstatovanje somatske smrti ne znači da su sve ćelije u organizmu mrtve (ćelije epitela respiratornog trakta i spermatozoidi ostaju živi i 36 časova nakon somatske smrti), 
Ćelijska smrt predstavlja odumiranje ćelija usled prestanka metaboličkih procesa u njima, a kao posledica hipoksije tih ćelija. Smrt ćelija može da nastane usled delovanja raznih fizičkih, hemijskih ili bioloških agenasa, ili kao posledica nedostatka neophodnih životnih materija usled prekida cirkulacije i nastanka hipoksije tkiva.

### Klinička smrt
Klinička smrt predstavlja reverzibilni prestanak respiracije, cirkulacije i moždane aktivnosti. Brzom lekarskom intervencijom – odgovarajućom kardiopulmonalnom reanimacijom moguće je ponovo uspostaviti vitalne funkcije i omogućiti normalan nastavak života. U slučaju kada hipoksija mozga traje duže, kao posledica ishemije i prekida cirkulacije (trauma, trovanje, produžena reanimacija), nastaje oštećenje ganglijskih ćelija moždane kore i posledičnog trajnog gubitka svesti u vidu perzistentne kome, uz očuvano funkcionisanje disanja i krvotoka. To stanje predstavlja kortikalnu smrt i može trajati dugi niz godina, te se u zakonskom smislu i ne smatra moždanom smrću.
Ranije se smatralo da tokom kliničke smrti mozak umiruće osobe potpuno prestaje da radi ili da je njegova aktivnost minimalna, znatno slabija nego u svesnom stanju. Međutim, rezultati istraživanja na životinjama pokazuju da se u mozgu dešava upravo suprotno — da je aktivnost mozga u trenutku smrti daleko snažnija nego u budnom stanju. Merenjem elektroencefalogramom (EEG) sprovedenim kod anesteziranih glodara kojima je prethodno izazvan zastoj srca, u periodu od tridesetak sekundi od trenutka kada je srce prestalo da im kucaju registrovan je nagli porast i jaka koherenciju u moždanim talasima visokih frekvencija, takozvanim gama oscilacijama. Ovi moždani talasi smatraju se osnovom svesti kod ljudi, zaduženih da pomažu u povezivanju informacija iz različitih delova mozga.
U proseku, oko 20% ljudi koji su preživeli zastoj srca tvrdi da je doživelo iskustvo bliske smrti. Skoro svi ih opisuju kao iskustvo „stvarnije od stvarnosti”. Ipak, naučnici do sada nisu znali da objasne kako ova iskustva nastaju i jesu li uopšte moguća nakon što srce prestane da kuca. Iste rezultate stručnjaci su dobili i kada su kod životinja izazvali asfikcijaciju, odnosno nedostatak kiseonika u mozgu.

### Moždana smrt
Moždana smrt nastaje kada prestanu sa radom sve funkcije ljudskog organizma, podrazumevajući i funkcije samih ćelija, kontrolisane su i uslovljene funkcionisanjem centralnog nervnog sistema kao centralnog integratora.
Trajnim prestankom funkcija moždane kore i moždanog stabla odpočinje nepovratna funkcionalna dezintegracija organizma, te zato smrt mozga predstavlja smrt organizma, iako drugi organi u trenutku njenog nastanka još uvek imaju životne funkcije.
Moždanu smrt ili (lat. mors cerebri) karakteriše:
- odsustvo svesti,
- odsustvo spontanog disanja i
- odsustvo refleksa moždanog stabla.

Klinički znaci koji je prate su:
- hipotenzija,

- insipidni dijabetes,

- poremećaji termoregulacije.[6]

Ovaj oblik smrti definisan je 1959. godine čime je postavljena medicinska osnova za prvu transplantaciju srca izvedenu 1967. godine. Do tada važeća definicija smrti podrazumevala je potpun i trajan prekid kardiorespiratornih funkcija i funkcija centralnog nervnog sistema.

## Spoljašnje veze
|  | Molimo Vas, obratite pažnju na važno upozorenje u vezi sa temama iz oblasti medicine (zdravlja). |